# Уай-Пиш
Уай-Пиш (исп. Huay-Pix) — посёлок в Мексике, штат Кинтана-Роо, входит в состав муниципалитета Отон-Бланко. Численность населения, по данным переписи 2020 года, составила 1841 человек.

## Общие сведения
Название Huay-Pix с юкатекского языка можно перевести как — одеяло колдуна.
Посёлок был основан в 1962 году на берегу озера Милагрос в 15 км западнее Четумаля, на автодороге 186.
Основным видом деятельности является туризм, специализируемый на водных видах спорта.

## Население
| Год  | Численность | Численность |
| ---- | ----------- | ----------- |
| 2000 | 1239        | [ 6 ]       |
| 2005 | 1526        | [ 7 ]       |
| 2010 | 1649        | [ 8 ]       |
| 2020 | 1841        | [ 9 ]       |

## Фотографии

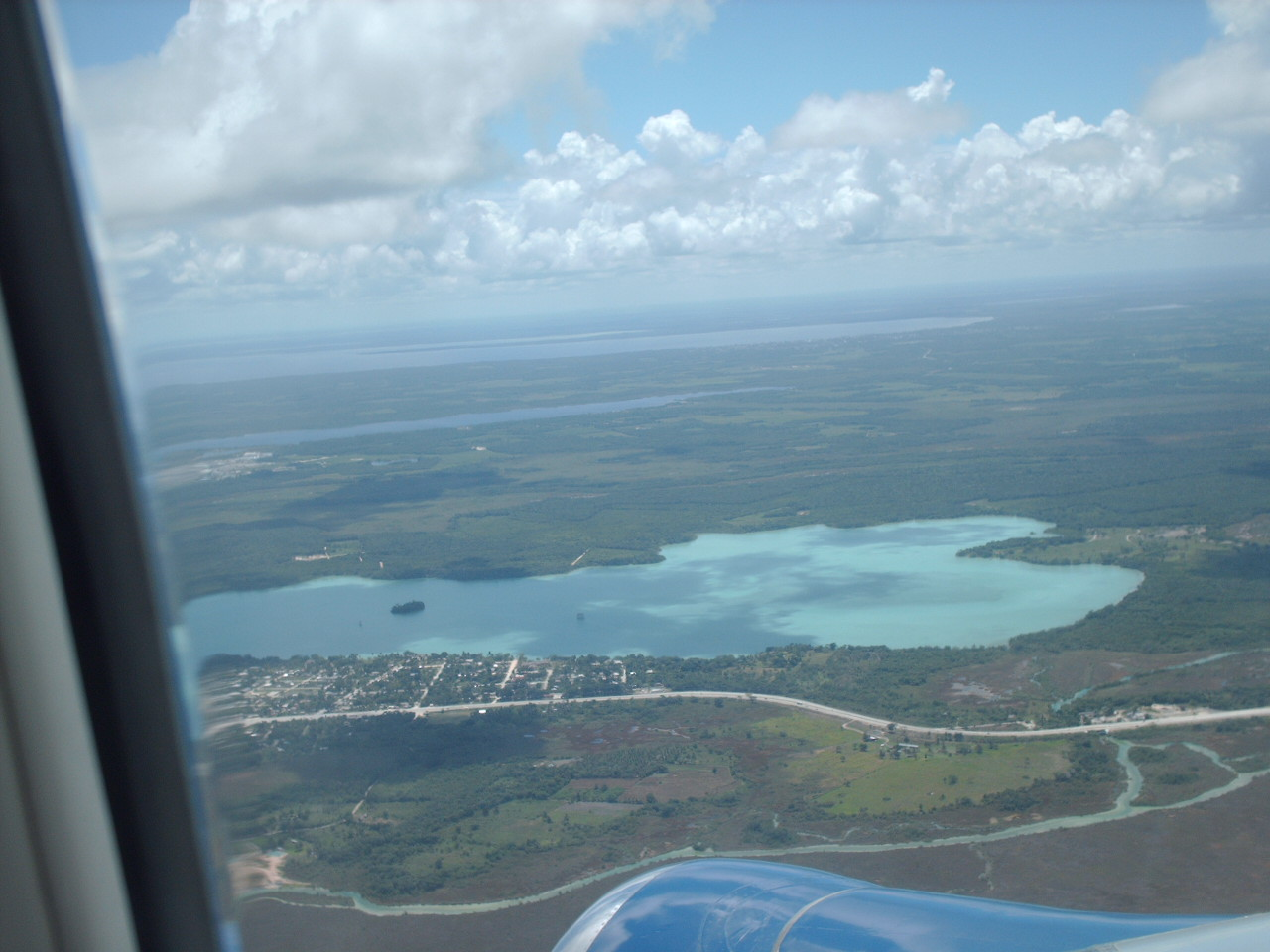
Вид на посёлок и озеро Милагрос
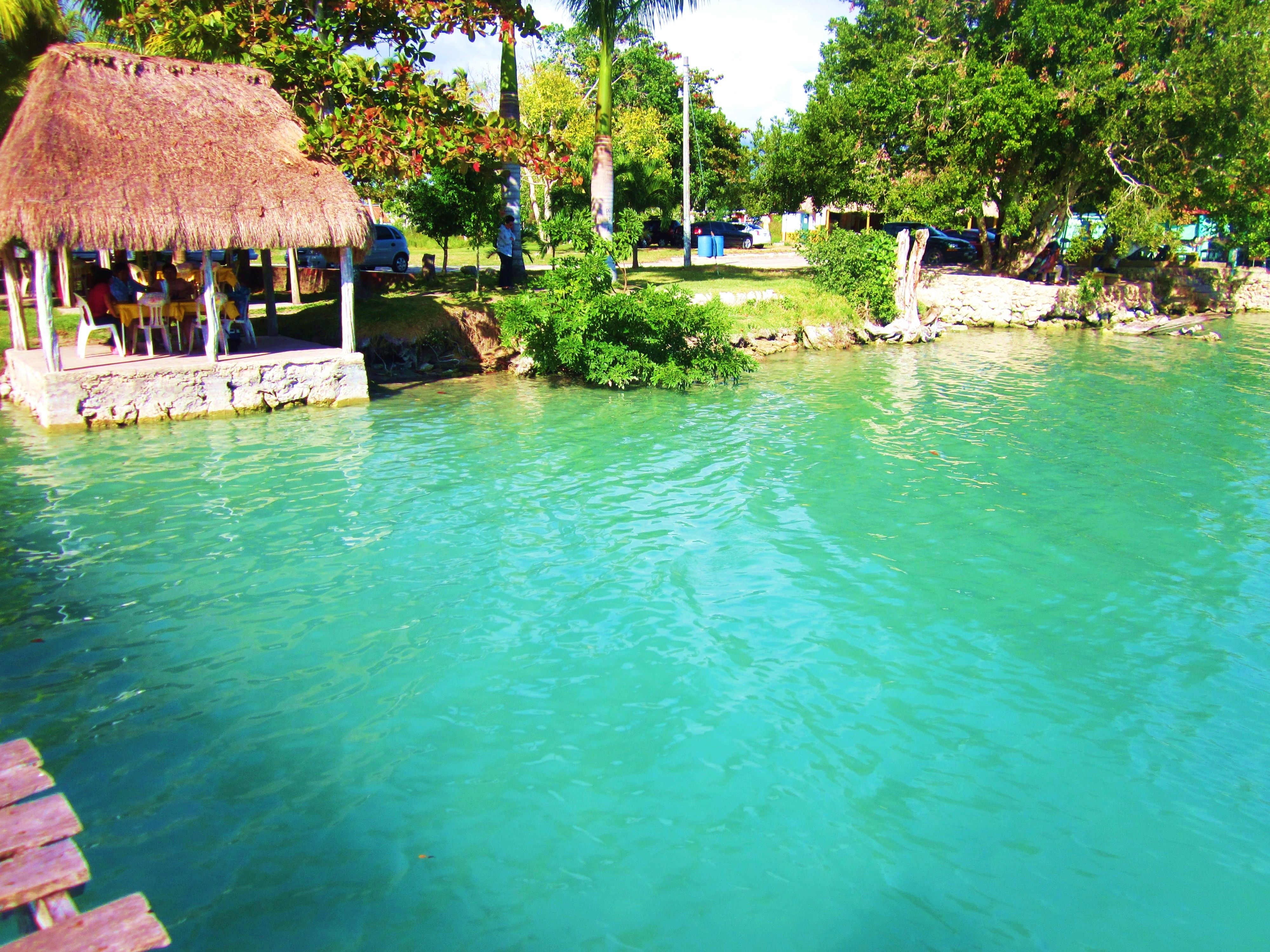
Туристический лагерь у озера Милагрос
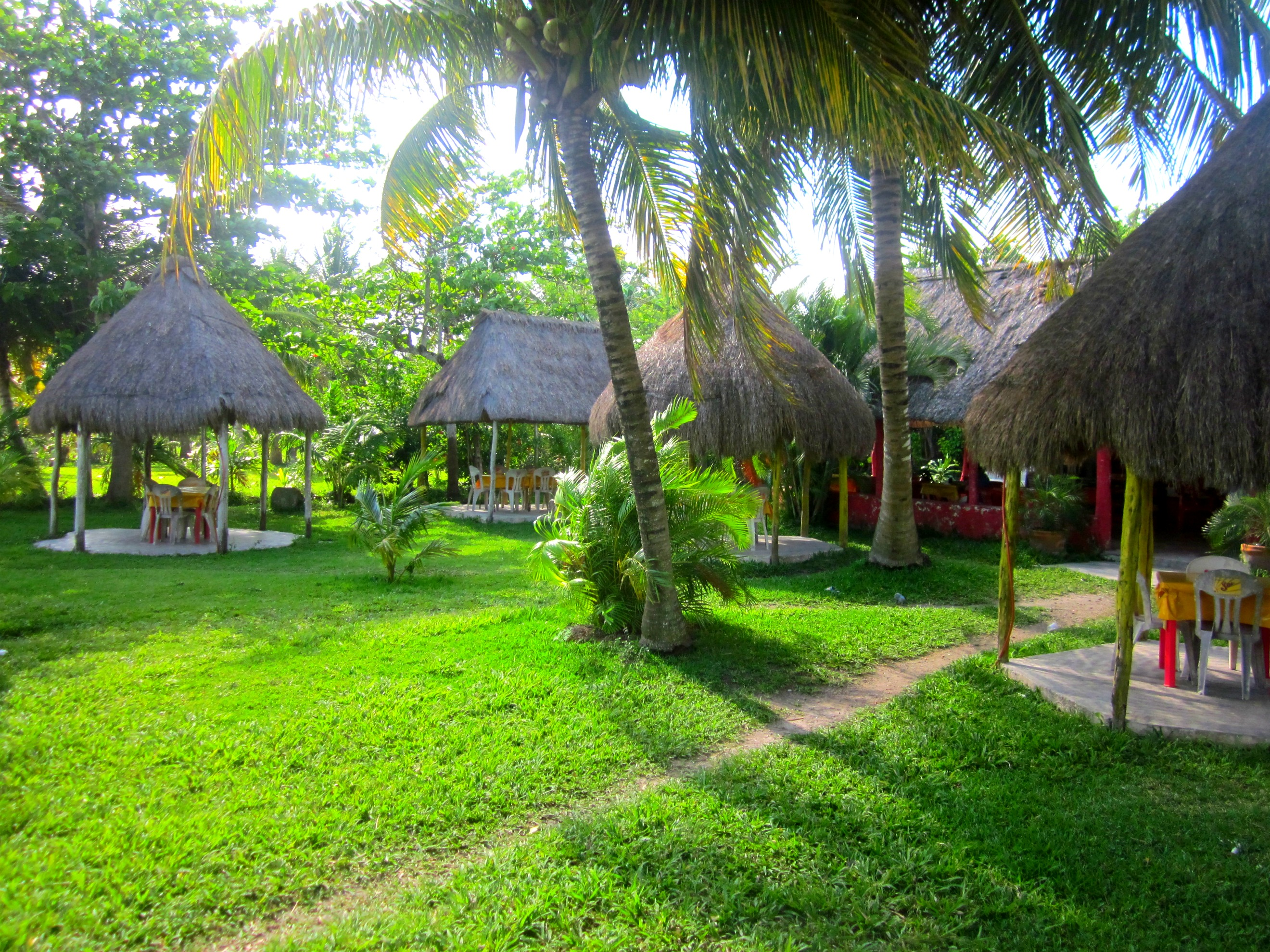
Ресторан для туристов